# Thomas Francis
Thomas Francis, mort en 1574, est un universitaire et médecin anglais, prévôt du Queen's College d'Oxford et président du London College of Physicians. 

## Biographie
Originaire de Chester, Francis étudie au Christ Church, Oxford, où il est admis en baccalauréat universitaire ès lettres le 19 juin 1540 et en maîtrise universitaire ès lettres le 7 juillet 1544. Selon Anthony Wood, il est l'adjoint de John Warner, le premier professeur Regius de physique à Oxford, en 1551, après avoir obtenu le soutien de Walter Wright pour se passer en 1550 d'une carrière théologique peu prometteuse. Il reçoit le diplôme de Bachelors of Medicine and Surgery et l'autorisation d'exercer le 9 mars 1555, et commence à pratiquer en tant que docteur en médecine le 29 juillet suivant. Au début de 1555, il succède à Warner à la chaire de professeur Regius, qu'il démissionne en 1561 pour devenir prévôt du Queen's College. Le Lewis Evans qui obtient son B.A. à Christ Church en 1554, un élève de Francis, est provisoirement identifié comme Lewis Evans, catholique controversé de la fin des années 1560. 
La nomination de Francis n'est pas populaire et des troubles ont lieu lors de son investiture. Il se retire de la prévôté en 1563. Il est admis comme membre du Royal College of Physicians, le 21 octobre 1560, au comitia spécialement convoqué à cet effet. Il est censeur en 1561 et les trois années suivantes. Il est nommé provisoirement électeur le 30 septembre 1562 à la place de Jean Clément, parti en exil, et est définitivement nommé à ce poste le 12 mai 1564. Il est président du Royal College en 1568, et consiliarius en 1571. 
Francis est un médecin in ordinary de la reine Elizabeth. Alors qu'il est président, il prend des mesures contre le médecin sans licence Eliseus Bomelius, qu'il doit poursuivre pour avoir exercé la physique sans licence du collège. Bomelius, dans des lettres à William Cecil propose d'exposer l'ignorance de Francis en latin et en astronomie, mais s'excuse plus tard d'avoir fait circuler de fausses déclarations. 
Francis vit à Silver Street, Londres, dans la paroisse de St Olave Hart Street. Il meurt en 1574.